# Apocalipsi Gnòstic de Pere
|  | Per a altres significats, vegeu «Apocalipsi de Pere». |

L'Apocalipsi Gnòstic de Pere és el tercer tractat del còdex VII dels Manuscrits de Nag Hammadi (NHC VII, 70-84). Aquest manuscrit escrit en llengua copta fou probablement escrit al segle iv.
A pesar del seu títol,L'Apocalipsi de Pere es pot considerar un evangeli gnòstic, ja que conté material important com a font per a una cristologia gnòstica que entén Jesús com un redemptor doceta. L'opinió de la comunitat gnòstica, incloent-hi la seva relació amb Pere com el seu fundador, és l'altre tema dominant d'aquest document. Pressuposa i critica les estructures d'una gran Església en procés de consolidació, i l'apropiació de Pere com a iniciador de la gnosi probablement també es dirigeix contra aquesta. Si el text, amb la seva menció del nom d'Hermes, fa referència al Pastor d'Hermes, això marcaria un terminus post quem sobre la base del contingut cap a la meitat del segle ii. Aquest fet, junt amb la controvèrsia amb altres gnòstics, suggereix ubicar el document al final del segon segle o a principis del tercer, quan la distinció entre ortodòxia i heretgia es perfila més clarament. El text fa distinció entre el Salvador Veritable, que no està subjecte a cap patiment i pel qual la seva mort no és un sacrifici expiatori per a la salvació dels homes i les aparences externes de l'acte de la crucifixió. L'autor, com a bon gnòstic, pressuposa que la salvació consisteix fonamentalment amb el coneixement. El llibre és un text polèmic que no té pietat amb els seus adversaris. Polemitza amb Pau, ja que aquest és el principal defensor eclesiàstic de la teologia de la creu.
El manuscrit, també anomenat Revelació de Pere, és un dels textos més ben conservats dels Manuscrits de Nag Hammadi, però el bon estat de conservació no el fa senzill d'interpretar, ja que sembla que l'original grec va ser mal comprès pel traductor o mal transcrit pel copista, i en alguns passatges és fa difícil la interpretació.